# Todendorf
Todendorf é um município da Alemanha localizado no distrito de Stormarn, estado de Schleswig-Holstein.
Pertence ao Amt de Bargteheide-Land.